# 킴 카다시안
킴벌리 노엘 카다시안(영어: Kimberly Noel Kardashian, 1980년 10월 21일 ~ )은 간단히 킴 카다시안(영어: Kim Kardashian 킴 카대시언[*] /kɑːrˈdæʃiən/)으로 잘 알려진 미국의 방송인, 모델, 사업가이다.

## 출연 작품

### 영화
- 킴 카다시안, 슈퍼스타 (2007) - 본인
- 디재스터 무비 (2008) - 리사 역
- 오션스8 (2008) - 본인 역 (카메오)
- 퍼피 구조대 더 무비 (2021) - 들로레스 역 (목소리)
- 퍼피 구조대: 더 마이티 무비 (2023) - 들로레스 역 (목소리)

### 텔레비전
- 심플 라이프 (2006) - 본인
- 4차원 가족 카다시안 따라잡기 (2007-2021) - 본인
- 카다시안 패밀리 (2022-현재) - 본인
- 아메리칸 호러 스토리 시즌 12 (2023) - 셔반 코빈 역

## 같이 보기
- 유명한 것으로 유명